# Cola Debrotprijs
De Cola Debrotprijs (Premio Cola Debrot), vernoemd naar dichter, schrijver, arts en minister Cola Debrot (1902−1981), is een Curaçaose algemene cultuurprijs, de belangrijkste in het Caribisch deel van het Koninkrijk der Nederlanden. Hij wordt jaarlijks uitgereikt aan personen of organisaties die zich verdienstelijk hebben gemaakt in een van de jaarlijks roulerende categorieën architectuur, beeldende kunst, dans, folklore, literatuur, muziek, theater en wetenschap. De prijs werd ingesteld door het Bestuurscollege van het Eilandgebied Curaçao en voor het eerst uitgereikt bij de opening van de nieuwe schouwburg Centro Pro Arte op 6 september 1968. Sinds 1969, het tweede jaar, vindt de prijsuitreiking gewoonlijk plaats op 4 mei, de geboortedag van Cola Debrot. De prijs bestaat uit een gouden speldje met rozet (voorstellende de larahabloem) op een groen lint, een oorkonde en een geldsom.

## Laureaten
- 1968 − Eric Gorsira − muziek
- 1969 − Pierre Lauffer − literatuur
- 1970 − Lucila Engels-Boskaljon − beeldende kunst
- 1971 − Frank Davelaar − muziek
- 1972 − Carlos Winkel − wetenschap
- 1973 − Elis Juliana − beeldende kunst
- 1974 − Alberto Badaracco − architectuur
- 1975 − Edgar Palm − muziek
- 1976 − Eligio Melfor − theater
- 1976 − Paul Brenneker − folklore
- 1977 − Elis Juliana − literatuur
- 1978 − Jaap van Soest − wetenschap
- 1979 − Felix de Rooy − beeldende kunst
- 1980 − Tom Janga − architectuur
- 1981 − Jacobo Palm − muziek
- 1982 − Nicolas Susana − folklore
- 1982 − Rina Penso − theater
- 1983 − Boeli van Leeuwen − literatuur
- 1983 − Sonia Garmers − literatuur
- 1984 − Wim Statius van Eps − wetenschap
- 1985 – José Capricorne − beeldende kunst
- 1986 − Fernando Julian − architectuur
- 1987 − Rignald Recordino − muziek
- 1988 − Carmita Henriquez − folklore
- 1988 − Lucia Schnog − dans
- 1989 − Carel de Haseth − literatuur
- 1989 − Tip Marugg − literatuur
- 1990 − Rolf Bak − wetenschap
- 1991 − Norva Sling en Nel Simon − beeldende kunst
- 1992 − Ronny Lobo − architectuur
- 1993 − Harry Moen − muziek
- 1994 − Grupo Trinchera − folklore
- 1995 − Jules de Palm − literatuur
- 1995 − J.J. Oversteegen − literatuur
- 1996 − Jay Haviser − wetenschap
- 1997 − Yubi Kirindongo − beeldende kunst
- 1998 − Mike Koch en Anko van der Woude − architectuur
- 1999 − Wim Statius Muller en Cedric Ridderplaat − muziek
- 2000 − Dinah Veeris − folklore
- 2001 − Frank Martinus Arion − literatuur
- 2002 − Ashley Duits − wetenschap
- 2003 − Jennifer Smit − bijdrage kunst en cultuur
- 2004 − Stichting Monumentenzorg Curaçao − architectuur
- 2005 − Oswin Behilia (Chin) en Rudy Plaate[5] – muziek
- 2006 − Chuki Scharbaai − dans
- 2006 − Roland Colastica − theater
- 2007 − Erich Zielinski − literatuur
- 2007 − Nydia Ecury − literatuur
- 2008 − Adolphe Debrot − wetenschap
- 2009 − Tirzo Martha − beeldende kunst
- 2009 − Tony Monsanto − beeldende kunst
- 2010 − Willy Juliana − architectuur
- 2011 − Pernell Saturnino − muziek
- 2012 − Fina Ferreira − dans
- 2013 − Norman de Palm − internationale aanprijzing Curaçaose kunst en cultuur
- 2014 − Lucille Berry-Haseth − literatuur, bijdragen aan ontwikkeling Papiaments
- 2015 − Rose Mary Allen − wetenschap, antropologisch onderzoek orale cultuur
- 2016 − Herman van Bergen − beeldende kunst
- 2017 – Cees den Heijer – architectuur
- 2018 – Randal Corsen – muziek
- 2019 – Adriano Cesáreo Jean Louis – dans
- 2020 – Laura Quast – theater
- 2021 – Philip Rademaker – literatuur
- 2022 – Izzy Gerstenbluth – wetenschap
- 2023 – Ellen Spijkstra – beeldende kunst
- 2024 – Michael Newton − architectuur
- 2025 - Gregory Elias[6] − muziek